# Плешешти (Подгорија)
Плешешти (рум. Pleșești) насеље је у Румунији у округу Бузау у општини Подгорија. Oпштина се налази на надморској висини од 370 m.

## Становништво
Према подацима из 2002. године у насељу је живело 470 становника, од којих су сви румунске националности.